# Pseudocraterellus pertenuis
Pseudocraterellus pertenuis é uma espécie de fungo pertencente à família Cantharellaceae.